# Стайки (Лубенський район)
Ста́йки — село в Україні, у Хорольській міській громаді Лубенського району Полтавської області. Населення становить 161 особу (2001). До 2020 орган місцевого самоврядування — Староаврамівська сільська рада.

## Географія
Село Стайки знаходиться на правому березі річки Хорол, вище за течією на відстані 0,5 км розташоване село Княжа Лука, нижче за течією на відстані 1,5 км розташоване село Староаврамівка, на протилежному березі — село Ковалі.
Річка в цьому місці звивиста, утворює лимани, стариці та заболочені озера.

## Історія
12 червня 2020 року, відповідно до розпорядження Кабінету Міністрів України № 721-р «Про визначення адміністративних центрів та затвердження територій територіальних громад Полтавської області», село увійшло до складу Хорольської міської громади..
19 липня 2020 року, в результаті адміністративно — територіальної реформи та ліквідації Хорольського району, село увійшло до складу новоутвореного Лубенського району.

## Політика

### Парламентські вибори, 2019
На позачергових парламентських виборах 2019 року у селі функціонувала окрема виборча дільниця № 530895, розташована у приміщенні клубу.
Результати
- зареєстровано 74 виборці, явка 83,78 %, найбільше голосів віддано за «Слугу народу» — 50,00 %, за «Опозиційну платформу — За життя» і Всеукраїнське об'єднання «Батьківщина» — по 11,29 %.[3] В одномандатному окрузі найбільше голосів отримав Фахраддін Мухтаров (самовисування) — 40,32 %, за Ігоря Лінчевського (самовисування) — 14,52 %, за Олексія Баганця (Всеукраїнське об'єднання «Батьківщина») — 12,90 %[4].

## Персоналії
- Арютова Марія Степанівна[ru] (1928—2010) — колгоспниця, ланкова колгоспу імені Леніна Хорольського району Полтавської області. Герой Соціалістичної Праці (1975).